# David Mackenzie

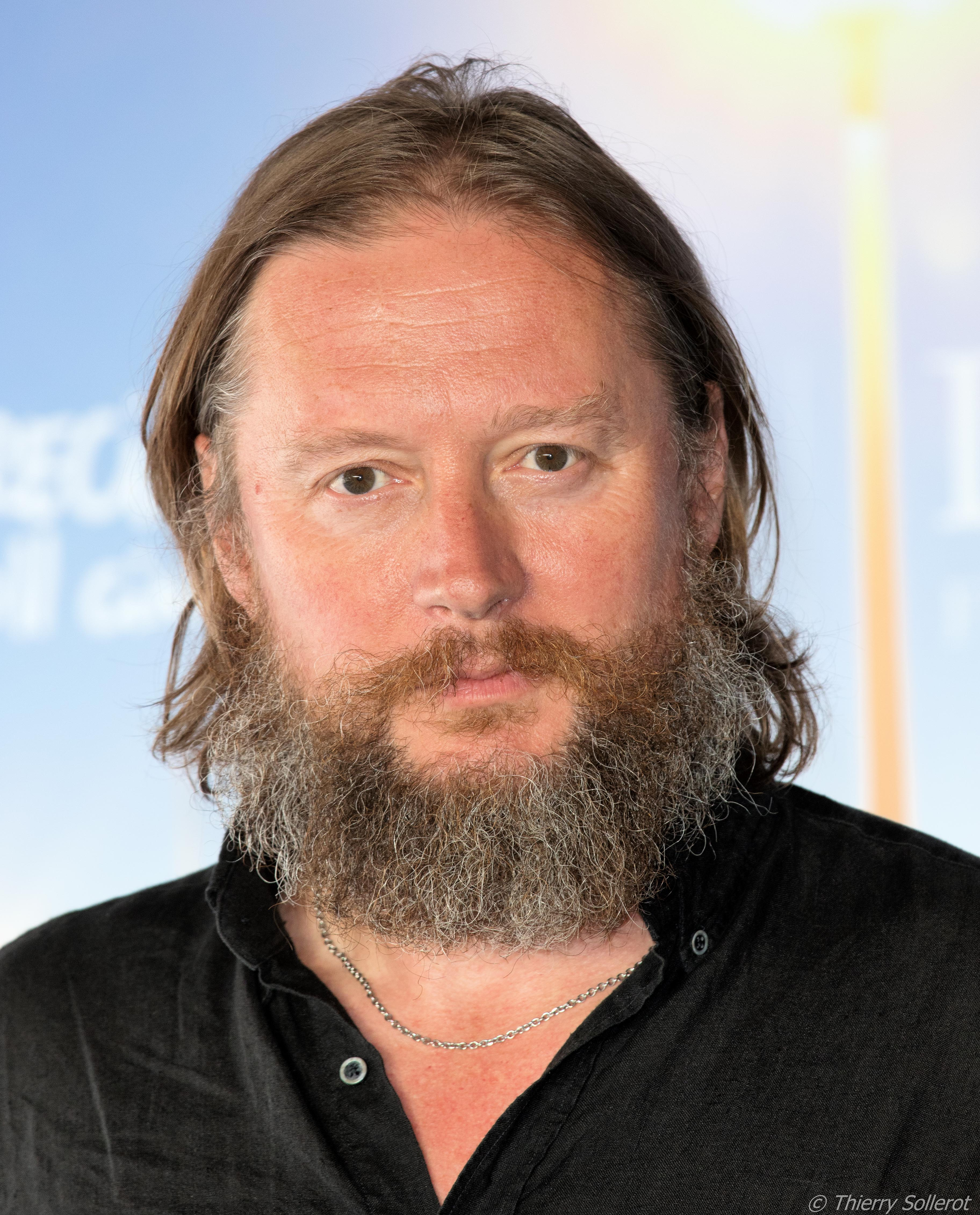
David Mackenzie

David Mackenzie (* 10. Mai 1966 in Corbridge) ist ein britischer Filmregisseur.

## Leben
Mackenzie begann seine Filmkarriere mit der Produktion von Kurzfilmen. Für seinen Zwanzigminüter California Sunshine gewann er 1997 seinen ersten Preis. Der Film hat das Leben zweier Kleindealer zum Thema, für eine Rolle besetzte er seinen jüngeren Bruder Alastair Mackenzie, der auch in nachfolgenden Werken Davids immer wieder besetzt werden sollte.
1999 gewann er den Publikumspreis des Brest European Short Film Festivals für den Film Marcie’s Dowry, 2000 gewann er für Somersault (gedreht 1999) den zweiten Preis für den besten Kurzfilm auf dem Filmfest Dresden. Insgesamt drehte Mackenzie neun Kurzfilme und Filmdokumentationen, bis er seinen ersten abendfüllenden Spielfilm machte. 2002 drehte er mit einem schmalen Budget The Last Great Wilderness, bei dem auch sein Bruder Alistair mitspielte und am Drehbuch mitwirkte. International wurde David Mackenzie erstmals mit dem 2003 gedrehten Film Young Adam wahrgenommen, dessen Handlung auf dem gleichnamigen, 1954 erschienenen Roman von Alexander Trocchi basiert. Die Hauptrollen konnte er mit Tilda Swinton und Ewan McGregor hochklassig besetzen und gewann mit ihnen 2003 den Best New British Feature Award des Edinburgh International Film Festivals. Mit dem Film wurde er 2004 zum British Newcomer of the Year des London Critics’ Circle Film Award gekürt. Weitere Filmfestivals folgten, und Young Adam wurde in den weltweiten Kinovertrieb aufgenommen. Weitere seiner Filme sind Asylum (2005) mit Natasha Richardson, basierend auf einem Roman von Patrick McGrath, und Hallam Foe – This Is My Story (2007) nach einem Roman von Peter Jinks. Eine 2006 geplante Verfilmung der Lebensgeschichte der deutschen Sängerin Nico mit Tilda Swinton in der Hauptrolle konnte bisher aus unbekannten Gründen noch nicht umgesetzt werden.
Der Film Toy Boy mit Ashton Kutcher und Anne Heche erschien 2009 und erhielt in Amerika hauptsächlich schlechte Kritiken. Sein Film You instead aus dem Jahr 2011 wurde im gleichen Jahr sowohl für den BAFTA als auch für die British Independent Film Awards nominiert, konnte aber nicht gewinnen.
Ende Juni 2017 wurde Mackenzie ein Mitglied der Academy of Motion Picture Arts and Sciences.
Sein Film Hell or High Water erschien 2016 und wurde bei Kritikern und Publikum positiv aufgenommen. Im Rahmen der Oscarverleihung 2017 erhielt Hell or High Water in vier Kategorien eine Nominierung, darunter als Bester Film und für das beste Drehbuch.

## Filmografie
- 2002: The Last Great Wilderness
- 2003: Young Adam
- 2005: Stellas Versuchung (Asylum)
- 2007: Hallam Foe – This Is My Story (Hallam Foe)
- 2009: Toy Boy (Spread)
- 2011: You Instead
- 2011: Perfect Sense
- 2013: Mauern der Gewalt (Starred Up)
- 2016: Hell or High Water
- 2018: Outlaw King
- 2020: Homemade (Fernsehserie, Folge: Was ist wichtig?)
- 2024: The Negotiator (Relay)